# Сан Виталијано (Напуљ)
Сан Виталијано (итал. San Vitaliano) је насеље у Италији у округу Напуљ, региону Кампанија.
Према процени из 2011. у насељу је живело 6072 становника. Насеље се налази на надморској висини од 31 м.

## Становништво
| 1931. | 1936. | 1951. | 1961. | 1971. | 1981. | 1991. | 2001. | 2011. |
| ----- | ----- | ----- | ----- | ----- | ----- | ----- | ----- | ----- |
| 2.633 | 2.758 | 2.926 | 2.809 | 2.863 | 3.210 | 5.013 | 5.562 | 6.220 |